# كين لويد
كين لويد (بالإنجليزية: Ken Lloyd)‏ هو موسيقي ومغن مؤلف بريطاني، ولد في 25 مارس 1976 في لندن في المملكة المتحدة.

## وصلات خارجية
- كين لويد على موقع ميوزك برينز (الإنجليزية)
- كين لويد على موقع ديسكوغز (الإنجليزية)